# Archidiocèse de Cosenza-Bisignano
L'archidiocèse de Cosenza-Bisignano (en latin : Archidioecesis Cosentina-Bisinianensis ; en italien : Arcidiocesi di Cosenza-Bisignano) est un archidiocèse métropolitain de l'Église catholique d'Italie appartenant à la région ecclésiastique de Calabre.

## Territoire
Il est situé dans la province de Cosenza, les autres parties de cette province étant partagées par les diocèses suffragants de Cosenza-Bisignano que sont Rossano-Cariati, Cassano allo Ionio et San Marco Argentano-Scalea ; ainsi que par l'archidiocèse de Catanzaro-Squillace et l'éparchie de Lungro. Il possède un territoire d'une superficie de 2 537 km2 divisé en 132 paroisses regroupées en 7 archidiaconés.
Le siège archiépiscopal est dans la ville de Cosenza où se trouve la cathédrale de l'Assomption. La cathédrale de Bisignano qui est sous le même vocable garde le souvenir de l'ancien diocèse éponyme.
L'archidiocèse possède trois églises qui ont le rang de basilique mineure : Notre-Dame de la chaîne à Laurignano (une frazione de Dipignano), le sanctuaire Saint-François-de-Paule à Paola et basilique Saint-Ange d'Acri à Acri. Toutes trois sont des lieux de pèlerinages, tout comme l'église Saint-François de Paule à Acri qui conserve le corps du bienheureux François Marie Greco, fondateur des Petites ouvrières des Sacrés-Cœurs ; la chapelle des sœurs minimes de la Passion du Christ à Cosenza qui garde les restes de leur fondatrice, la bienheureuse Hélène Aiello et le sanctuaire des franciscains de Bisignano où se trouvent les reliques de saint Humble de Bisignano.

## Histoire
L'archidiocèse actuel est né de la fusion du diocèse de Cosenza et du diocèse de Bisignano par le décret Instantibus votis de la congrégation pour les évêques du 30 septembre 1986

### Diocèse de Bisignano
Les origines du diocèse de Bisignano sont incertaines, il est probablement érigé entre le VIIe et VIIIe siècle sur une partie du territoire de l’ancien diocèse de Thurium (it), à l’origine des  diocèses de Cassano et de Rossano. Le premier évêque documenté est Anteramo, qui prend part au synode réuni par le pape Zacharie à Rome en 743 ; toutefois, en raison des différentes variations présentes dans les manuscrits, certains auteurs attribuent cet évêque au diocèse de Bisenzio (it), situé au bord du lac de Bolsena. Le diocèse est probablement d'origine byzantine. Absent dans le plus ancien Notitia Episcopatuum du patriarcat de Constantinople, Bisignano apparaît pour la première fois sous celle écrite à l’époque de l’empereur byzantin Léon VI, datée du début du Xe siècle, il est décrit comme suffragants de l’archidiocèse de Reggio.
Le diocèse est documenté jusqu'au XIIe siècle dans la Notitia. Au Xe siècle, lorsque le diocèse de Salerne est élevée au rang de siège métropolitain de rite latin, Bisignano est continuellement citée parmi les suffragants de la province ecclésiastique de Salerne de 989 (bulle du pape Jean XV) à 1058 (bulle du pape Étienne IX). Il est évident que le diocèse fait l’objet de différends entre les patriarcats de Rome et de Constantinople, reflétant ainsi dans le domaine ecclésiastique les difficultés et les incertitudes existant dans le domaine politique et militaire. La vallée de la Crati est en effet conquise par les Lombards au IXe siècle, prise par les troupes de Nicéphore II Phocas dans la seconde moitié du Xe siècle, pour être définitivement conquise par les Normands de Robert Guiscard au XIe siècle.
Après la conquête normande, dans les Provinciali de la seconde moitié du XIIe siècle, Bisignano apparaît comme immédiatement soumis au Saint-Siège ; cette indication est sanctionnée par la bulle du pape Célestin III de 1192 et répétée dans le Liber censuum Romanae Ecclesiae de la fin du siècle. Ce statut est maintenu par le diocèse jusqu'au XXe siècle. Après la conquête normande, Bisignano aurait cédé une partie de son territoire pour l'érection du diocèse de San Marco.
La riche documentation relative à Bisignano depuis le Xe siècle ne s'appuie pas sur une liste des évêques adéquate. Jusqu'à la fin du XIIe siècle, il n'y a que trois évêques historiquement attestés : Pascasio, qui est parmi les signataires en 1087 d'un décret du duc Roger Ier de Sicile ; Rainaldo, qui signe un décret en 1182 en faveur de l'abbé de Monreale ; et Roberto, destinataire d'une bulle de Célestin III en 1192.
Au XIIIe siècle, le diocèse, bien défini par ses frontières, compte un grand nombre d'églises, de couvents et de propriétés. Un document rédigé à l'époque de l'évêque Ruffino (1269) fait état d'un inventaire des propriétés de l'église de Bisignano, essentiellement inchangé par un document écrit au cours de l'épiscopat de Francesco Piccolomini au début du XVIe siècle. À partir de 1472 environ, diverses communautés de réfugiés albanais de rite byzantin s'installent sur le territoire diocésain.
Entre le XIe et le XIIe siècle, les plus importants monastères du territoire diocésain sont fondés. Il s'agit notamment de l'abbaye de Santa Maria della Sambucina, fondée par les bénédictins vers 1087 et transmise aux cisterciens en 1136, de l'abbaye de San Nicolò di Sellettano et de celle de San Benedetto, fondée en 1099. À partir du XIIIe siècle, les franciscains et les dominicains se répandent, tandis qu'au XVe siècle seulement, apparaissent les tertiaires franciscains et les augustins ; au XVIe siècle, s'ouvrent leurs premiers couvents des minimes, des capucins, et des réformés ; enfin, au XVIIe siècle, c'est une maison de pères piaristes. Quant aux religieuses, il existe trois monastères : deux de clarisses, tous deux situés à Bisignano, l'un construit au XIIIe siècle et supprimé après 1595, l'autre du début du XVIIe siècle ; et un de clarisses capucines fondé à Acri en 1726.
Après le concile de Trente, le séminaire diocésain est institué par Prospero Vitaliani (1569-1575) mais rendu possible par l’évêque Gian Giacomo Amati (1607-1611) qui lui fournit les ressources nécessaires à son entretien. Au XVIIIe siècle, l'évêque Bonaventura Sculco (1765) construit un nouveau bâtiment, placé entre la cathédrale et l'évêché, qui dote le nouveau séminaire d'une riche bibliothèque de plus de deux mille volumes.
Le 27 juin 1818, par la bulle De utiliori le pape Pie VII unit aeque principaliter le siège de Bisignano, vacant depuis des années, au diocèse de San Marco Argentano. Parmi les évêques des lieux unis, au XIXe siècle, on peut citer Felice Greco (1824-1840), qui restaure les cathédrales, les séminaires et construit à ses frais le sanctuaire du Pettoruto (it) ; et Livio Parladore, évêque pendant 39 ans (1849-1888), qui reconstruit les structures diocésaines après deux tremblements de terre qui ravagent les deux sièges épiscopaux, et participe au premier concile œcuménique du Vatican où il prononce un discours en faveur du dogme de l'infaillibilité pontificale. Le 13 février 1919, les municipalités de San Benedetto Ullano et de Santa Sofia d'Epiro passent du diocèse de Bisignano à l'éparchie nouvellement érigée de Lungro de rite byzantin.
Le 4 avril 1979, par la bulle Quo aptius du pape Jean-Paul II, Bisignano est séparée du siège de San Marco Argentano et unie aeque principaliter au siège de Cosenza.

### Diocèse de Cosenza
La tradition donne le nom de deux évêques qui auraient vécu au premier siècle : Suera (ou Sueda), compagne de saint Stéphane de Nicée, proto-évêque présumé de Reggio ; et saint Pancrace de Taormina, qui devient plus tard évêque de Taormina . Les deux évêques peuvent être considérés comme des personnages légendaires, mais il est possible qu’il y ait déjà eu une petite communauté chrétienne à Cosenza.
Deux autres évêques, Severus et Serene, historiquement documentés au Ve siècle sont attribués par l'histoire locale comme évêques de Cosenza. Leurs noms figurent dans deux décrets pontificaux : le premier du pape Innocent Ier de 416 où sont mentionnés les évêques Massimo et Severo ; le second du pape Gélase Ier de 496, adressé à Sereno. Les décrets ne mentionnent pas le lieu d'appartenance de ces évêques, mais seulement des expressions génériques telles que "épiscopi per Bruttios" ou "épiscopi Bruttiorum" , trop peu pour pouvoir affirmer avec certitude que Severus et Sérène sont des évêques de Cosenza.
Le premier évêque documenté de Cosenza est Palumbo, dont le nom figure dans certaines des missives de Grégoire Ier écrites entre septembre 597 et avril 599. L'épistolaire de Grégoire le Grand informe qu'en 602 l'église de Cosenza est vacante et confiée au visiteur apostolique Venerio, évêque de Vibona (it).
La liste des évêques de Cosenza est très incomplète pour le premier millénaire. Après Palumbo, seuls trois évêques sont historiquement connus, Giuliano, qui prend part au concile de Rome de 680 organisé par le pape Agathon ; Pélage, présent au synode célébré à Rome en 743 par le pape Zacharie ; et Iselgrimo, qui signe un décret entre 902 et 920 par lequel il échange un terrain avec l'abbé bénédictin de San Vincenzo al Volturno. La liste des évêques traditionnelle et historique locale mentionne d’autres évêques dont l’existence repose toutefois sur des hypothèses non étayées par une documentation valide et vérifiable.
Jusqu'à la première moitié du VIIIe siècle, les diocèses calabrais sont immédiatement soumis au Saint-Siège. Plus tard, ils apparaissent comme suffragants de rite byzantin de l'archidiocèse de Reggio dans le patriarcat de Constantinople ; Cosenza, comme Bisignano, est également documentée dans le Notitia Episcopatuum du Xe au XIIe siècle. Cependant, en raison de la situation politique précaire et instable dans la vallée du Crati, Cosenza est également mentionné sans interruption parmi les suffragants de l'archidiocèse de Salerne de 989 (pape Jean XV) à 1058 (bulle du pape Étienne IX). La vallée de la Crati est d'abord conquise par les Lombards au IXe siècle, puis par les troupes de Nicéphore II Phocas dans la seconde moitié du Xe siècle, pour être définitivement conquise par les Normands de Robert Guiscard au XIe siècle.
Selon Lupus Protospatharius, Pierre de Cosenza, décédé en 1056, avait le titre d'archevêque ; Louis Duchesne estime que ce titre est attribué par les Byzantins, qui proclame l'autocéphalie de Cosenza, exempte de la juridiction métropolitaine de Reggio. Cependant, la bulle du pape Étienne IX de 1058 soumet Cosenza au siège métropolain de Salerne, situation juridique confirmée par le successeur de Pierre, Arnolfo, qui signe encore comme simple évêque dans la lettre synodale de l'élection pontificale du pape Nicolas II du 13 avril 1059 ; Quelques mois plus tard, cependant, au premier concile de Melfi (it), célébré en août 1059, Arnolfo figure parmi les archevêques exemptés de juridiction métropolitaine. On peut donc supposer que Cosenza est élevé au rang d'archidiocèse immédiatement soumis au Saint-Siège entre avril et août 1059.
Les documents pontificaux ultérieurs confirment le statut de siège archiépiscopal ; portant le titre d'archevêque et légat du pape, Arnolfo est chargé de présider un synode à Bari en 1063 ; le titre est attribué à Ruffo en 1077 et à Arnolfo II en 1093 ; en 1098, le pape Urbain II confirme les droits métropolitains de Salerne sur les sièges d'Acerenza et de Conza mais pas sur Cosenza, qui est désormais siège indépendant.
Au XIIe siècle, le siège de Cosenza est encore plus élevé, avec la création d'une province ecclésiastique de Cosenza, documentée pour la première fois par le troisième concile du Latran, où le diocèse de Martirano (it) est nommé suffragant de Cosenza.
Parmi les archevêques de Cosenza qui suivent, nous retenons en particulier le cistercien Luca Campano (1203-1227) qui reconstruit la cathédrale, détruite par le tremblement de terre de 1184, qu’il consacre, en présence de Frédéric II, en 1222. À la fin du XIIe siècle, Joachim de Flore fonde dans le diocèse un ordre monastique approuvé par le pape Célestin III en 1196. Au XVe siècle, on distingue l'archevêque Pirro Caracciolo (1452-1481), qui achève la construction de l'église de San Domenico et érige l'hôpital de la Santissima Annunziata ; en 1471, il donne son approbation diocésaine aux règles de l'ordre des Minimes fondé par saint François de Paule.
Après le concile de Trente, les évêques se préoccupent de la mise en œuvre des décisions du concile. Tommaso Telesio (1565-1568), premier évêque de Cosenza après des siècles, s’installe définitivement dans le diocèse après une longue série d’archevêques qui n’ont jamais mis les pieds à Cosenza ; on lui doit la création du séminaire dans certaines pièces du palais épiscopal ; en 1590, l'archevêque Giovanni Evangelista Pallotta donne un lieu définitif au séminaire, confié aux jésuites.
À l'époque de l'archevêque Andrea Matteo Acquaviva d'Aragona (1573-1576), se répand le culte de Notre Dame du Pilerio, patronne de la ville et de l'archidiocèse de Cosenza. Pendant le long épiscopat de Giovanni Battista Costanzo (1591-1617), trois synodes diocésains et un concile provincial (1596) sont organisés, auxquels participent non seulement l'évêque de Martirano, mais également ceux d'Umbriatico (it), de San Marco et de Cariati. D'autres synodes diocésains sont célébrés par les prélats de Cosenza jusqu'à la fin du XVIIIe siècle.
À la suite du concordat de 1818 entre le royaume de Naples et le Saint-Siège, le diocèse de Martirano, unique suffragant de Cosenza, est supprimé. Cosenza perd donc sa dignité métropolitaine et devient un siège archiépiscopal immédiatement soumis au Saint-Siège.
Après environ mille ans de continuité territoriale, l'archidiocèse s'étend, le 16 décembre 1963, à d'autre municipalités qui appartenaient auparavant au diocèse de Tropea. D'autres changements territoriaux ont lieu les 21 et 22 novembre 1973, lorsque des municipalités appartenant au diocèse de Nicastro sont agrégées à l'archidiocèse et que la paroisse de rite byzantin de Falconara Albanese est cédée à l'éparchie de Lungro. En 1978, la paroisse Santissimo Salvatore, également de rite byzantin, est créée à Cosenza, puis confiée aussi à Lungro.
Au cours de l'épiscopat de Dino Trabalzini, un nouveau séminaire archiépiscopal est construit à Rende, qui accueille le pape Jean-Paul II lors de sa visite pastorale dans l'archidiocèse en octobre 1984.

### Archidiocèse de Cosenza-Bisignano
Le 4 avril 1979, par la bulle Quo aptius du pape Jean-Paul II, les deux diocèses de Cosenza et de Bisignano sont unis aeque principaliter. Le 30 septembre 1986, avec le décret Instantibus votis de la congrégation pour les évêques, les deux diocèses sont pleinement unis et la nouvelle circonscription ecclésiastique prend son nom actuel.
Le 6 mars 1989, Jean-Paul II confirme par la lettre apostolique Caelestis Matris que la Vierge Marie vénérée sous le nom de Notre Dame du Pilerio est patronne de l'archidiocèse. Le 30 janvier 2001, le même pape rétablit le rang de siège métropolitain de Cosenza-Bisignano par la bulle Maiori Christifidelium. Le 25 juin 2013, le musée diocésain de Cosenza est inauguré dans les locaux de l'ancien séminaire de la ville.

## Sources
- (en) Catholic-Hierarchy

- (it) Cet article est partiellement ou en totalité issu de l’article de Wikipédia en italien intitulé « Arcidiocesi di Cosenza-Bisignano » (voir la liste des auteurs).

### Articles liés
- Liste des diocèses et archidiocèses d'Italie
- Église catholique en Italie